# Emil-Jozef De Smedt
Emil-Jozef De Smedt (* 30. Oktober 1909 in Opwijk, Belgien; † 1. Oktober 1995 in Brügge) war Bischof von Brügge und Rektor des Priesterseminars in Mechelen.

## Leben
Emil-Jozef De Smedt war das älteste Kind des Brauers und Bürgermeisters von Opwijk, Joseph De Smedt (1875–1968). Nach dem Besuch des humanistischen Gymnasiums studierte er am Priesterseminar in Mechelen und an der Gregoriana in Rom. 1933 wurde er zum Priester geweiht. Er wurde 1930 zum Dr. phil. und 1938 zum Dr. theol. promoviert. Von 1945 bis 1950 war er Rektor des Priesterseminars Sint-Jozef in Mechelen, dessen Rektor er 1945 wurde.
Am 29. Juni 1950 wurde De Smedt zum Bischof geweiht. Von 1950 bis 1952 war er Weihbischof im Erzbistum Mechelen-Brüssel sowie 1952 bis 1984 Bischof von Brügge. De Smedt wurde im Jahr 1960 in das Einheitssekretariat berufen. Er nahm am Zweiten Vatikanischen Konzil teil, gehörte der Subkommission über die Religionsfreiheit an und redigierte den ersten Entwurf des Schemas, aus dem schließlich die Erklärung Dignitatis humanae entstand. Bei dieser Aufgabe halfen ihm seine Sprachkenntnisse und seine Redebegabung.
De Smedt nahm großen Einfluss bei der Teilung der Katholischen Universität Leuven in den Jahren 1962 bis 1968.

## Publikationen
- Het grote mysterie, Tielt, 1955.
- Christelijk buurtleven. Een weg tot parochiale vernieuwing, Tielt, 1959.
- Het priesterschap der gelovigen. Tielt, 1961. Deutsch: Vom allgemeinen Priestertum der Gläubigen. München 1962.
- L’amour conjugal – Eenheid in de familie en moderne tijd. Brügge 1963.
- Voor een klimaat van vrijheid. Tielt, 1967.
- Dag vriendelijke licht. Tielt, 1975.
- Zaad van vreugde: zo wat gedachten voor goede en kwade dagen, Tielt, 1978.
- Van dieren en mensen: zo wat gedachten voor goede en kwade dagen, Tielt, 1979.
- Man en vrouw schiep Hij hen: ethische oriëntaties in de seksuele opvoeding, Tielt, 1979.
- Met minnende kracht. Tielt 1981.
- Signalen van een blije morgen: zo wat gedachten voor goede en kwade dagen, Tielt, 1984.